# Костел Небовзяття Пресвятої Діви Марії (Керч)
Костел Небовзяття Пресвятої Діви Марії в Керчі — культова споруда, парафіяльний храм Одесько-Сімферопольської дієцезії Римо-католицької церкви в Україні, який розташований на вул. Театральній у м. Керчі (АР Крим, Україна) неподалік підніжжя пагорбу Мітридат.
Перший сучасний католицький костел у місті був збудований у 1831—1840 роках, після появи сучасної італійської громади в Керчі. У 1844 році меценат Корейша придбав для костела орган у Неаполі.
У 1883 році, на місці попереднього, був споруджений другий костел на кошти європейських держав та османського султана. Після радянської окупації його закрили, і перетворили спочатку на кінотеатр, а пізніше на спортзал. У 1992 році костел повернули вірянам, і до 2000 року була проведена реставрація.

Служби у костелі проводяться й зараз, бо після російської окупації 2014 року Ватикан домовився з росією, і хоча Ватикан офіційно не визнає анексії Криму і католицькі парафії у Криму залишилися у складі Одесько-Сімферопольської єпархії Римсько-католицької церкви в Україні, вони перереєструвалися по російському законодавству та продовжують діяти.

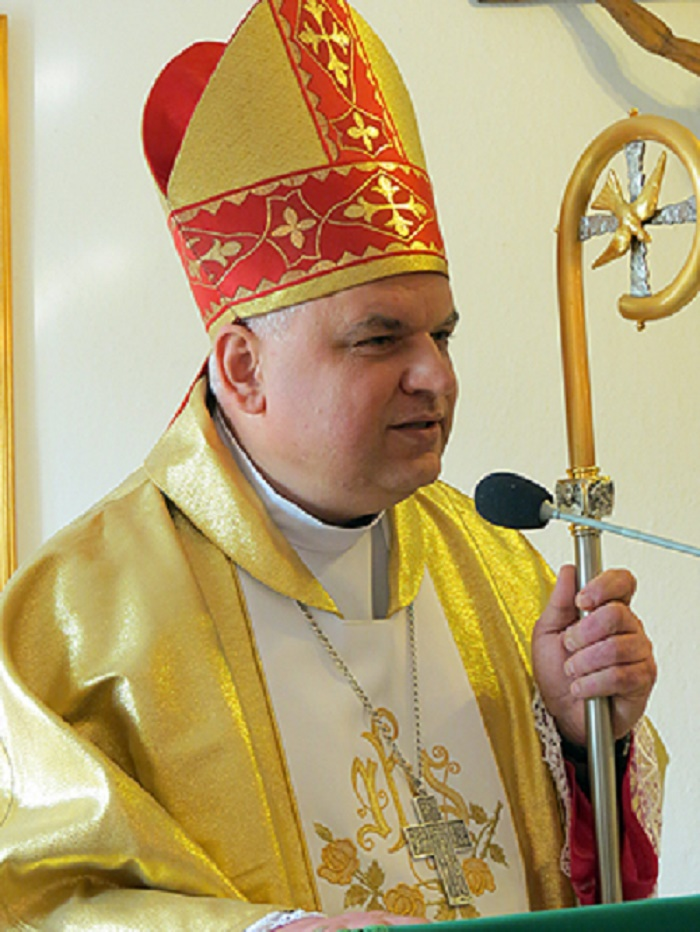
Яцек Пиль OMI

4 жовтня 2018 року єпископ Яцек Пиль OMI очолив у храмі Небовззяття в Керчі подячну Євхаристію з нагоди двадцятип'ятиріччя відродження місцевої парафії та служіння в ній настоятеля о. Казимира Томасика. Його зусиллями відреставровано повернений вірянам 1992 року храм і з 1993 року зібрано «по крихтах» парафіяльну спільноту..